# Saint-Barthélemy-Lestra
Saint-Barthélemy-Lestra é uma comuna francesa na região administrativa de Auvérnia-Ródano-Alpes, no departamento de Loire. Estende-se por uma área de 11,06 km². Em 2010 a comuna tinha 700 habitantes (densidade: 63,3 hab./km²).